# Osorkon IV
Osorkon IV was een Egyptische farao uit de 23e dynastie. Zijn troonnaam was Aakheperre Setepenamun. Hij regeerde van (ca.) 732 tot 715 v.Chr.
Zelf was hij de laatste koning van de 22e dynastie. Daarnaast was er Iuput II van de 23e en Bakenranef van de 24e en er kunnen nog wel meer plaatselijke pretendenten geweest zijn. Tot overmaat van ramp rukten de Assyriërs onder Sargon II steeds verder op in de richting van de delta. Osorkon besloot een aantal prachtige paarden aan Sargon te sturen om hem te vriend te houden. (716 v.Chr.) De Assyrische archieven beschrijven hem als het 'bevende koninkje (U)shilkani'. Sargon liet hem met rust, maar het volgende jaar rukten de Nubiërs uit het zuiden op en Shabaka vande 25e dynastie veegde alle andere koningen en koninkjes uit de weg.